# Goma acrílica
Cautxú acrílic, conegut amb el nom químic copolímer d'acrilil d'alquil ACM) o el nom comercial HyTemp , és un tipus de cautxú  que té una excel·lent resistència als olis i a l'oxidació. Pertany al tipus de cautxús especialitzats. Té una temperatura de treball contínua de 150 °C (302 °F) i un límit intermitent de 
. L'ACM és polar i no conté insaturació. És resistent a ozó i té una baixa permeabilitat als gasos. El seu desavantatge és la seva baixa resistència a la humitat, als àcid i les bases. No s'ha d'utilitzar en temperatures inferiors a −10 °C (14 °F).
S'utilitza generalment en el món de l'automoció en transmissions i mànegues. També s'utilitza per tal de segellar eixos marins, en adhesius, cinturons, juntes i juntes tòriques. S'utilitza en muntatges d'amortir vibracions per raó de les seves magnífiques propietats d'esmorteïment.